# Leuk-Leukerbad-Bahn
De Leuk-Leukerbad Bahn (afgekort: LLB) in het Frans: Chemin de Fer électrique de Loèche-les-Bains of als Schmalspurbahn Leuk-Leukerbad was een Zwitserse spoorwegmaatschappij in het kanton Wallis.

## Geschiedenis
Met de bouw van het traject werd op 29 februari 1912 begonnen. Om kosten te beperken werden de sporen voor een deel van het traject naar Leukerbad in de straat gelegd.
Het traject van Leuk naar Leukerbad werd op 2 juli 1915 geopend. In het traject waren drie delen voorzien van een tandstaaf volgen het systeem van Carl Roman Abt. In de wintermaanden werd alleen op het trajectdeel van het station Leuk naar de stad Leuk bediend. De laatste rit vond op 27 mei 1967 plaats. Daarna werd het traject voor het grootste deel afgebroken.

## Traject
Het traject liep van het station Leuk (Frans: Loèche) gelegen in het stadsdeel Leuk-Susten in het Rhônedal door het dal van de Dala naar het kuurort Leukerbad (Frans: Loèche-les-Bains).

## Tandradsysteem
De Leuk-Leukerbad Bahn maakte gebruik van het tandradsysteem Abt. Abt is een systeem voor tandradspoorwegen, ontwikkeld door de Zwitserse ingenieur Carl Roman Abt (1850-1933).

## Elektrische tractie
Het traject werd geëlektrificeerd met een spanning 1500 volt gelijkstroom.

## Foto's

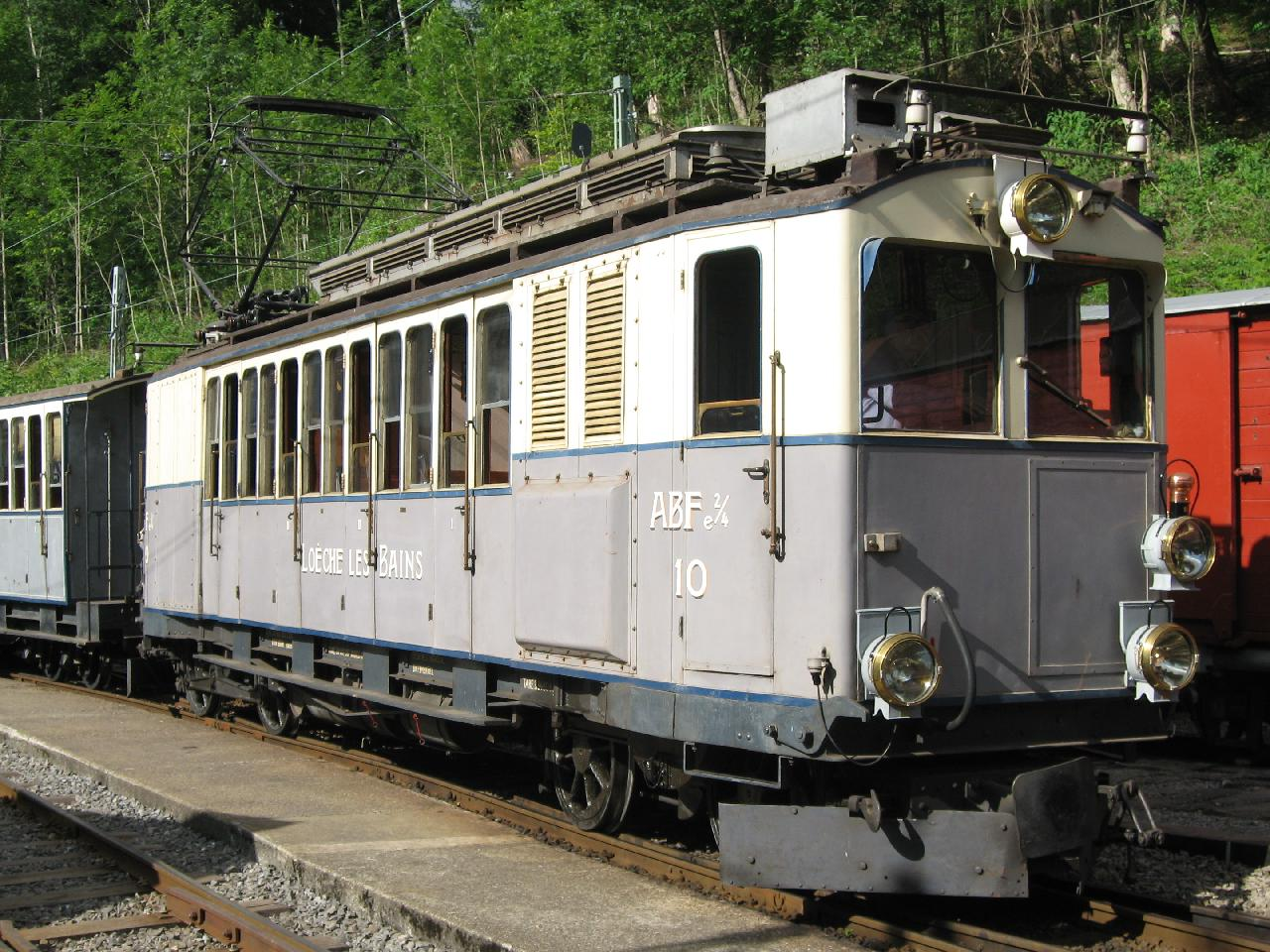
Historische motorwagen BCFeh 4/4 10 bij Chemin de fer-Musée Blonay-Chamby (BC) in 2011
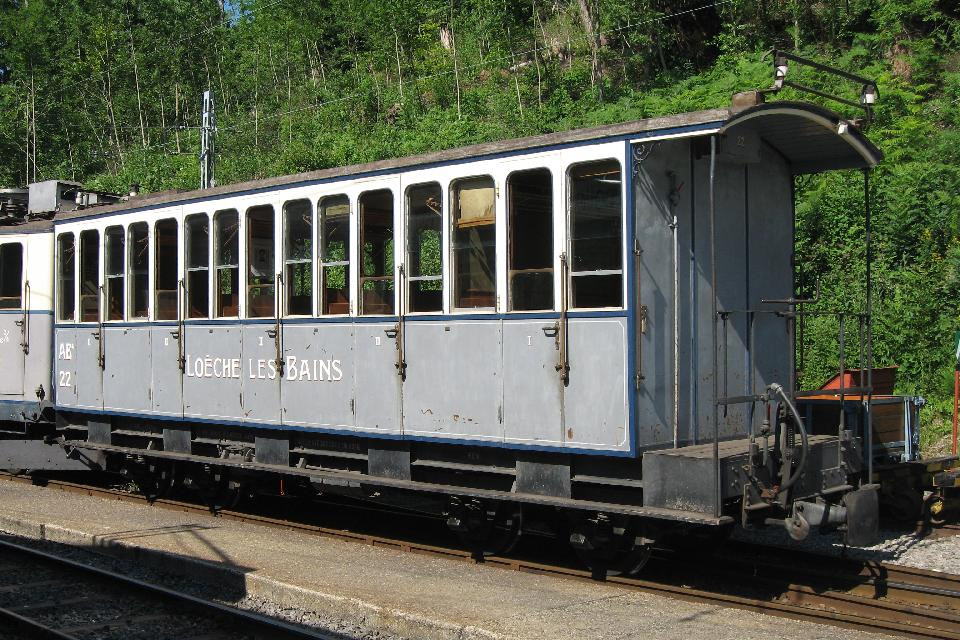
Historische coupérijtuigen AB4 22 bij Chemin de fer-Musée Blonay-Chamby in 2011
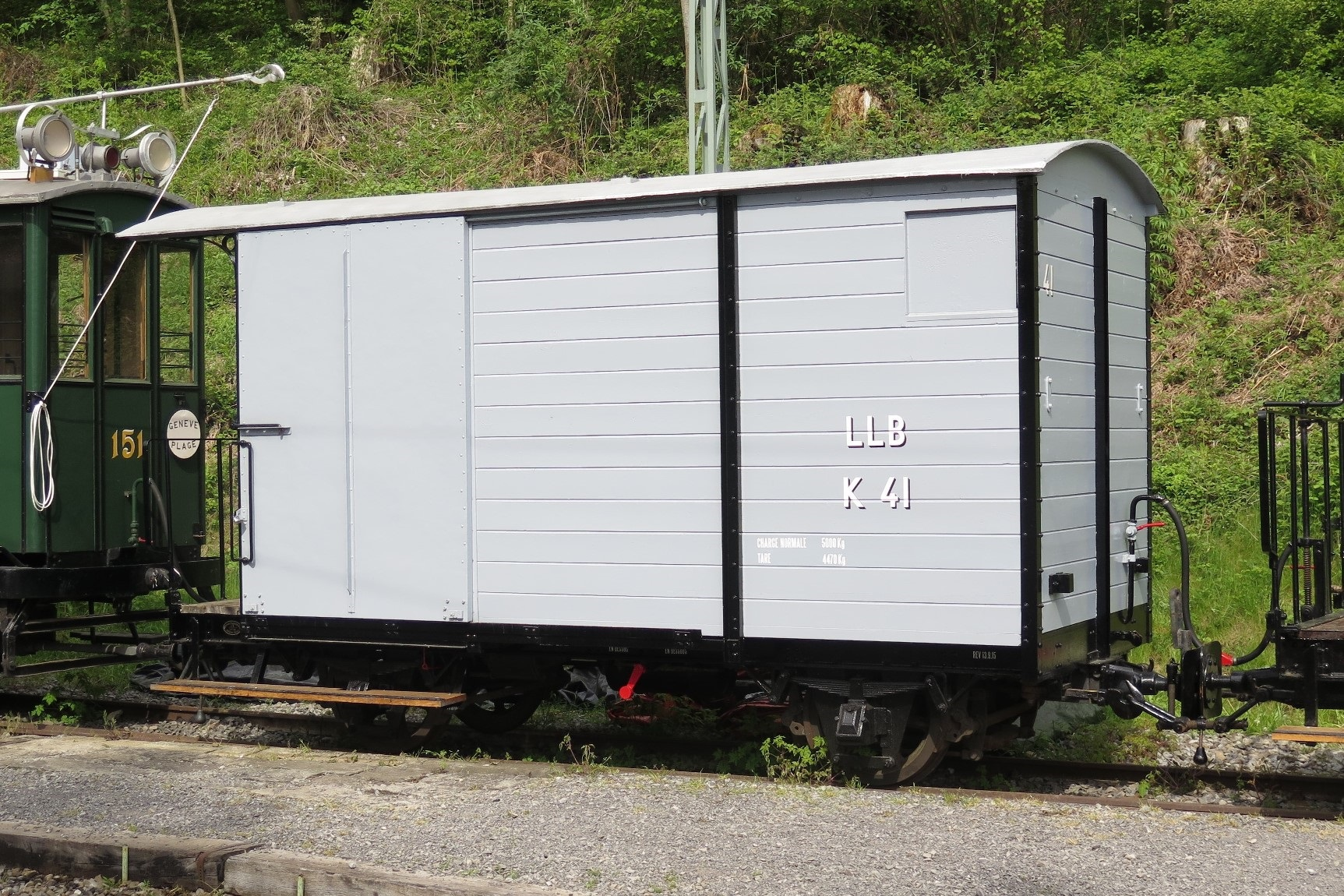
Historische gesloten goederenwagen K2 41, bij Chemin de fer-Musée Blonay-Chamby in 2016
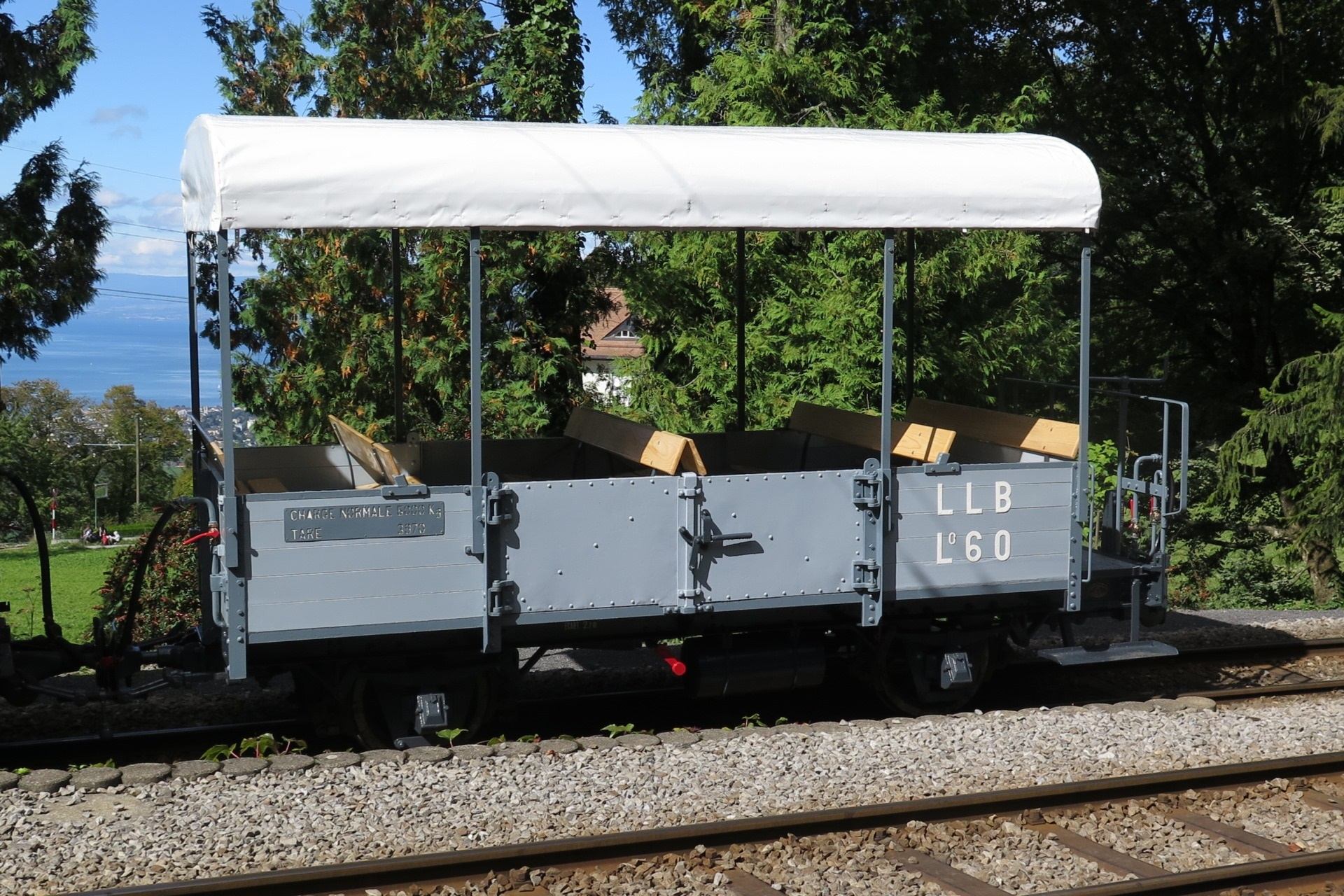
Historische open railvoertuig L2 60, omgebouwd voor personenvervoer, bij Chemin de fer-Musée Blonay-Chamby in 2015